# Hope Lange
Hope Elise Ross Lange (ur. 28 listopada 1931 w Redding, zm. 19 grudnia 2003 w Santa Monica) – amerykańska aktorka filmowa i teatralna.
W 1958 roku była nominowana do Nagrody Akademii Filmowej za drugoplanową rolę w filmie Peyton Place. Zdobyła dwie nagrody Emmy za występ w sitcomie The Ghost and Mrs. Muir (1968–1970).
Trzykrotnie zamężna. W latach 1956–1961 jej mężem był Don Murray, z którym miała dwójkę dzieci. Reżyser Alan J. Pakula był jej partnerem przez osiem lat: od 1963 do 1971 roku. Od 29 stycznia 1986 roku aż do jej śmierci jej mężem był Charles Hollerith, Jr.